# Pier Domenico Della Valle
Pier Domenico Della Valle (Faetano, 4 maggio 1970) è un ex calciatore sammarinese, di ruolo centrocampista.

## Carriera

### Club
Ha giocato dal 1990 al 2006. È alto 1,91 m.

### Nazionale
Con la maglia del San Marino ha giocato oltre alle amichevoli anche la qualificazione all'europeo del 2000 e al mondiale del 2002. In nazionale ha segnato un gol nella partita contro la Finlandia in trasferta nelle qualificazioni agli europei del 1996, la partita si è comunque conclusa per 4-1 in favore dei padroni di casa.